# Ексетер (Пенсилванија)
Ексетер (енгл. Exeter) град је у америчкој савезној држави Пенсилванија.

## Демографија
По попису из 2010. године број становника је 5.652, што је 303 (-5,1%) становника мање него 2000. године.
| Група             | 2000.         | 2010.         |
| Белци             | 5.847 (98,2%) | 5.464 (96,7%) |
| Афроамериканци    | 29 (0,5%)     | 67 (1,2%)     |
| Азијати           | 8 (0,1%)      | 26 (0,5%)     |
| Хиспаноамериканци | 34 (0,6%)     | 61 (1,1%)     |
| Укупно            | 5.955         | 5.652         |